# Landbouw Maatschappij Patamacca
De Landbouw Maatschappij Patamacca is een Surinaams staatsbedrijf in het ressort Patamacca in Marowijne. Het bedrijf is eigendom van het ministerie van Landbouw, Veeteelt en Visserij en maakt deel uit van de Gemeenschappelijke Plantaardige Oliën en Vetten Bedrijven.
De LM Patamacca werd in 1980 opgericht in Patamacca, Marowijne. Het doel was om 5000 hectare oliepalmen aan te planten voor de productie van plantaardige olie. Een bijkomend doel was om het inkomen en de werkgelegenheid in deze regio te vergroten en zo de migratie van de bevolking naar Paramaribo en Frans-Guyana te voorkomen. In 1985 was inmiddels 3295 hectare van de grond in gebruik genomen. De uitbraak van de Binnenlandse Oorlog onderbrak echter de verdere cultivering van de grond. Door de jonge leeftijd van de bomen was de opbrengst van de planten vanaf 1984 laag, totdat de productie in 1986 geheel tot staan werd gebracht.
In 2011 werd het plan opgevat om de LM Patamacca samen met andere verlieslatende staatsbedrijven onder te brengen in de daarvoor speciaal opgerichte Investment & Development Corporation Suriname. In de praktijk hield het ministerie van LVV zich niet aan de daadwerkelijke overdracht van haar bedrijven.
Sinds circa 2005 was de China Zhong Heng Tai Investment Company Ltd. (CZHT) in beeld voor de concessie van de oliepalmplantage. Bewoners waren het oneens met de komst van het bedrijf, omdat niet duidelijk was of de 40.000 hectare aan toegekende gronden behouden zouden blijven voor de bevolking. Daarnaast veranderden de regeringen onder Bouterse de opzet gaandeweg naar een gemengde concessie en vervolgens naar nog alleen een houtconcessie. Na 18 jaar aanwezigheid in Suriname heeft de China Zhong Heng Tai in 2023 nog steeds geen palmolie geproduceerd en trok de regering de concessie in.